# 法蘭西第五共和國
法兰西第五共和国是法國現行共和政體制度的政權，在1958年10月4日由夏爾·戴高樂主導的法國第五共和国憲法施行後建立。相較於第四共和国，第五共和国削弱議會權力，同時增加總統的權力。

## 背景
1958年，法蘭西第四共和國軟弱無力，内閣更換頻繁，加上當時的法國因阿尔及利亚独立战争陷入政局動盪，法國殖民軍頭目雅克·馬絮等人利用人民對政府的不滿，煽動部分軍官在阿爾及爾發起五月十三日政變，5月25日在法國南部也發生反政府的暴亂，迫使時任總統勒内·科蒂任命當時已下野的戴高樂擔任總理。
為解決第四共和因施行內閣制導致政治不穩定的困局，戴高樂要求修憲，以增加總統及行政部門的權力。該年6月，國民議會以緊急命令的方式授予戴高樂全權，以制定新憲法。1958年9月28日，法國舉行憲法公投，最終以82.60%的同意度通過。10月5日，戴高樂宣告建立法蘭西第五共和國。11月進行了國民議會選舉，以戴高樂為首的保衛新共和聯盟取勝。
1959年1月，戴高乐就任第五共和国第一任总统，组成以“共和国民主人士联盟”为主的联合政府。1962年3月，承认阿尔及利亚独立。在非洲的領地除索馬里外均於1960年宣布獨立，法國只能用雙邊協定和經濟援助來維持與這些國家的關係。第五共和國建立後，法國的政局漸趨穩定，經濟獲得發展。

## 政治體制
法國總統原來是由選舉團選舉，1962年戴高樂將總統改為公民直選，任期為7年，其後戴高樂成為首位經兩輪投票後直選產生的總統。2002年憲法修訂將7年縮短為5年，並最多可連任一次。總統選舉為兩輪決選制，在第一輪投票中得到過半數選票的候選人可當選為總統，如果沒有候選人在第一輪投票中得到過半票數，則第一輪投票中得票最多的兩名候選人可以進入第二輪投票，第二輪投票中得票較多的候選人當選為總統。
和其他歐洲國家的總統比較起來，法國總統有解散國民議會的權限，法國總統的權力較其他歐洲國家的總統為大，因為不少歐洲國家的總統如德國、意大利、希臘及葡萄牙，總統象徵性的意義較大，並沒有實權。
同時，第五共和創立雙首長制慣例，當總統所屬政黨在國會佔過半，總統所委任的總理就是總統所屬政黨，變成由總統主政。但相反，在野黨在國會過半的話，那麼總統就會任命在野黨所推舉的人為總理，由在野黨主政。憲法慣例，由總統主理外交、總理主理內政。
就像右翼的希拉克在1986年至1988年間出任總理，但當時的總統是左翼社會黨的密特朗，法國過去曾三次出現「左右共治」的時期，分別是1986－1988年，1993－1995年及1997－2002年出現。2002年縮短總統任期後，總統選舉先於國會選舉，使「左右共治」機會可能性減低。

## 歷任總統
|  | 姓名                               | 生平      | 就任時間      | 離任時間                 | 所屬政黨                      |
|  | ---------------------------------- | --------- | ------------- | ------------------------ | ----------------------------- |
|  | 夏爾·戴高樂                        | 1890–1970 | 1959年1月8日  | 1969年4月28日（辭職）    | 新共和国联盟 → 共和民主派聯盟 |
|  | 阿蘭·波厄 （參議院議長兼代理總統） | 1909–1996 | 1969年4月29日 | 1969年6月20日            | 民主中間聯盟                  |
|  | 乔治·蓬皮杜 Georges Pompidou       | 1911–1974 | 1969年6月20日 | 1974年4月2日（任內逝世） | 共和民主派聯盟                |
|  | 阿蘭·波厄 （參議院議長兼代理總統） | 1909–1996 | 1974年4月2日  | 1974年5月27日            | 民主中間聯盟                  |
|  | 瓦勒里·季斯卡·德斯坦               | 1926–2020 | 1974年5月27日 | 1981年5月21日            | 法國民主聯盟                  |
|  | 法蘭索瓦·密特朗                    | 1916–1996 | 1981年5月21日 | 1995年5月17日            | 社會黨                        |
|  | 雅克·希拉克                        | 1932–2019 | 1995年5月17日 | 2007年5月1日             | 保衛共和聯盟→人民運動聯盟     |
|  | 尼古拉·萨科齐                      | 1955－    | 2007年5月16日 | 2012年5月15日            | 人民運動聯盟                  |
|  | 法蘭索瓦·歐蘭德                    | 1954－    | 2012年5月15日 | 2017年5月14日            | 社會黨                        |
|  | 埃马纽埃尔·马克龙                  | 1977－    | 2017年5月14日 | 現任                     | 复兴党                        |